# Tonel
Tonel, eigentlich António Leonel Vilar Nogueira Sousa (* 13. April 1980 in Lourosa, Portugal) ist ein portugiesischer Fußballspieler. Er steht zurzeit in der Segunda Liga beim SC Beira-Mar unter Vertrag.
Tonel spielte als zentraler Verteidiger bei Sporting Lissabon, von wo aus er
2010 zum kroatischen Klub Dinamo Zagreb wechselte.
Sein Debüt in der portugiesischen Nationalmannschaft gab er am 15. November 2006 im Qualifikationsspiel zur Euro 2008 in Coimbra gegen Kasachstan.